# Father's Favorite
Father's Favorite (conosciuto anche come The Favored Son) è un cortometraggio del 1912 diretto da Allan Dwan. Prodotto dall'American Film Manufacturing Company (con il nome Flying A), fu distribuito dalla Film Supply Company e uscì in sala il 3 ottobre 1912. Gli interpreti erano J. Warren Kerrigan, Pauline Bush, Marshall Neilan, Louise Lester,

## Trama
Tim e John junior sono figli di John Allen, un ricco allevatore. Il padre è convinto che il destino di Tim, il maggiore, sia quello di continuare a lavorare mentre John, secondo lui, ha tutte le qualità per diventare un vero gentiluomo. John, però, si approfitta della sua posizione di beniamino di suo padre e non si comporta troppo bene. Quando si trova nei guai, è suo fratello Tim a prendersi la colpa dei suoi malfatti per evitare l'inevitabile dispiacere e delusione del padre.

## Produzione
Il film fu prodotto dalla Flying A, nome di una branca dell'American Film Manufacturing Company.